# Аладьины-Плохово
Ала́дьины (в старину Ола́дьины) из Дома Ала́дьиных-Плохово́ (Климентьевы) — древняя русская дворянская фамилия, одноимённая роду Аладьиных-Рюриковичей.
Происходила от дворцового дьяка Оладьи удельного князя волоцкого Бориса Васильевича, брата Иоанна III. Оладья писал в 1480 году духовную грамоту своего князя. По родословной легенде его предки происходили из Польши. Коренные земли рода находились в Волоцком уделе, многие из его представителей служили Иосифо-Волоколамскому монастырю.
При Петре I Замятня Фёдорович был думным дворянином. Денис Григорьевич известен во время междуцарствия член великого посольства, отправленного из Москвы к королю Сигизмунду в 1610. Впоследствии он был воеводой в Осколе в 1615 г. и в Москве у водяных ворот в 1616.
Род пресёкся в XIX веке.